# Kiribati na Letnich Igrzyskach Olimpijskich 2020
Kiribati na Letnich Igrzyskach Olimpijskich 2020 – występ kadry sportowców reprezentujących Kiribati na igrzyskach olimpijskich, które odbyły się w Tokio w Japonii, w dniach 23 lipca – 8 sierpnia 2021 roku.
Reprezentacja Kiribati liczyła trzech zawodników – kobietę i dwóch mężczyzn, którzy wystąpili w 3 dyscyplinach.
Był to piąty start Kiribati na letnich igrzyskach olimpijskich.

## Reprezentanci

### Judo
| Zawodnik      | Konkurencja   | 1/16                      | 1/8              | Ćwierćfinały     | Półfinały        | Repasaż 1        | Repasaż 2        | Repasaż 3        | Finał            | Pozycja |
| Zawodnik      | Konkurencja   | Przeciwnik Wynik          | Przeciwnik Wynik | Przeciwnik Wynik | Przeciwnik Wynik | Przeciwnik Wynik | Przeciwnik Wynik | Przeciwnik Wynik | Przeciwnik Wynik | Pozycja |
| ------------- | ------------- | ------------------------- | ---------------- | ---------------- | ---------------- | ---------------- | ---------------- | ---------------- | ---------------- | ------- |
| Kinaua Biribo | -70 kg kobiet | Aoife Coughlan IPP 1s0:10 | NQ               | NQ               | NQ               | NQ               | NQ               | NQ               | NQ               | 17-28   |

### Lekkoatletyka
| Zawodnik     | Konkurencja            | Runda 1  | Runda 1 | Półfinał | Półfinał | Finał    | Finał   | Pozycja |
| Zawodnik     | Konkurencja            | Rezultat | Pozycja | Rezultat | Pozycja  | Rezultat | Pozycja | Pozycja |
| ------------ | ---------------------- | -------- | ------- | -------- | -------- | -------- | ------- | ------- |
| Lataisi Mwea | Bieg na 100 m mężczyzn | 11.25    | 8       | NQ       | NQ       | NQ       | NQ      | 21      |

### Podnoszenie ciężarów
| Zawodnik       | Konkurencja     | Rwanie | Rwanie  | Podrzut | Podrzut | Razem | Pozycja |
| Zawodnik       | Konkurencja     | Wynik  | Pozycja | Wynik   | Pozycja | Razem | Pozycja |
| -------------- | --------------- | ------ | ------- | ------- | ------- | ----- | ------- |
| Ruben Katoatau | -67 kg mężczyzn | 105    | 12      | 140     | 12      | 245   | 12      |